# Louis-Auguste-Philippe d'Affry
Louis Auguste Philippe Frédéric François Affry (Friburgo, 8 febbraio 1743 – Friburgo, 26 giugno 1810) è stato un militare e politico svizzero.

## Biografia
In servizio nell'esercito francese, comandò l'armata del Reno fino al 1791; dopo il congedo dei reggimenti svizzeri da parte dell'Assemblea legislativa, si ritirò nella sua patria, dove gli venne affidato il comando di tutte le forze armate svizzere. Nel 1802 fece parte della deputazione inviata dalla Svizzera presso Napoleone Bonaparte, che lo mise a capo dell'intero territorio svizzero col titolo di Landamano, fino alla riunione della dieta.
Era figlio di Louis-Auguste-Augustin d'Affry (1713-1793) e di Marie-Elisabeth, baronessa d'Alt, sposò Marie-Anne-Constantine de Diesbach-Steinbrugg (1721-1794), dalla quale ebbe due figli: Charles (1772-1818) e Guillaume (1779-1860) e tre figlie: Julie (1774-1864), Elisabeth (1775-1831) e Marie, detta "Ninette" (1781-1849).